# Hypena strigifascia
Hypena strigifascia là một loài bướm đêm trong họ Erebidae.